# Henry Hébrans
Henry Hébrans est un boxeur belge né le 12 février 1904 à Liège et mort le 5 juin 1998.

## Biographie

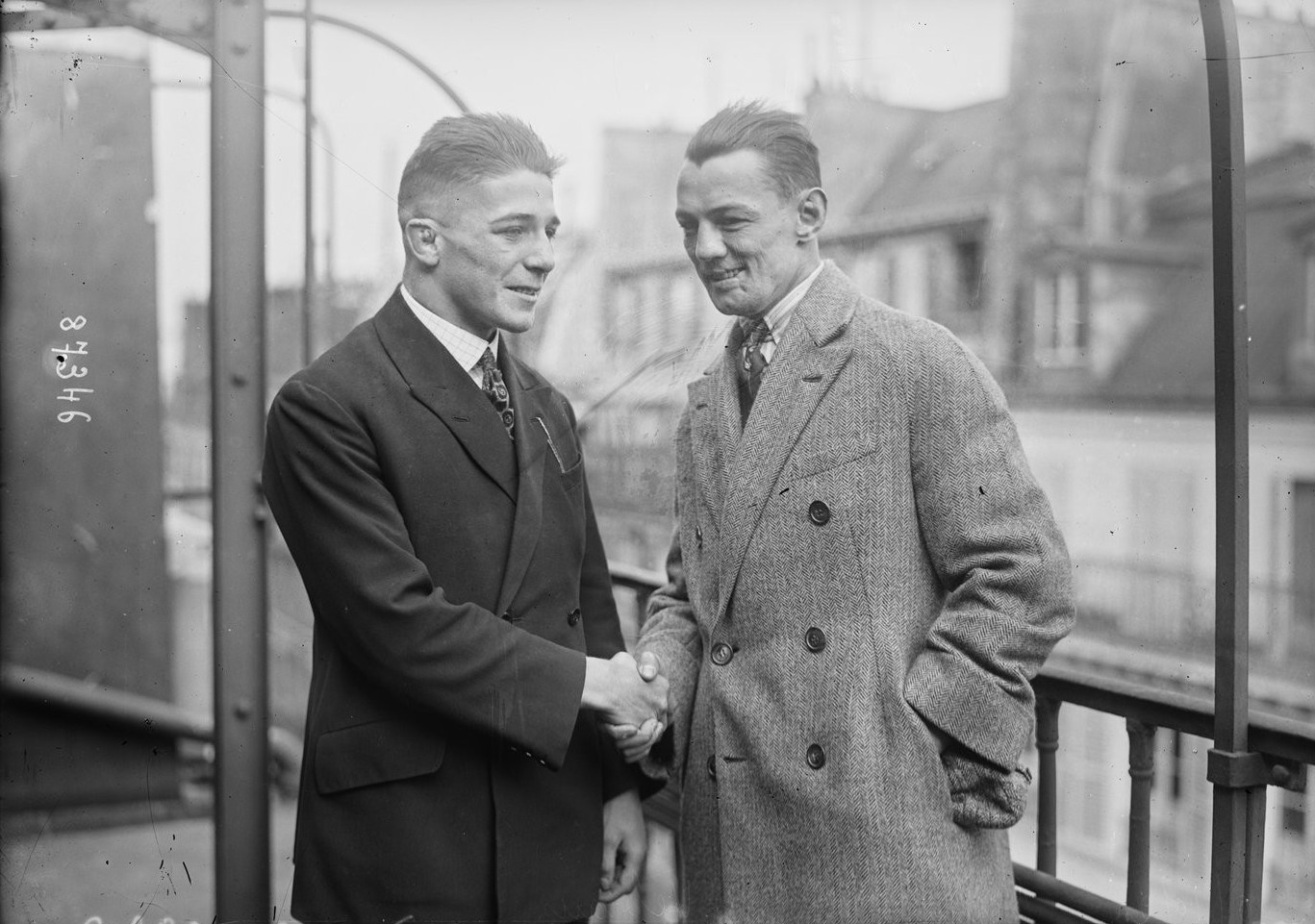
Henry Hébrans (à gauche) et Eugène Criqui se rencontrent avant leur match caritatif en faveur des laboratoires.

Son père est mécanicien tourneur et il suit les traces de son père. Lorsque l'Allemagne envahit la Belgique, la famille Hébrans se réfugie en Angleterre où le jeune Henry apprend la boxe anglaise. Quatrième du tournoi olympique d'Anvers de 1920 dans la catégorie des coqs, il devient champion belge amateur la même année,. Il fait ses débuts chez les professionnels le 7 juin 1921 et abandonne dans la cinquième reprise contre Dufour, son oreille gauche étant éclatée. Il multiplie ensuite les succès jusqu'à connaître une deuxième défaite contre le Français Eugène Criqui lors d'un combat au profit des laboratoires,.